# Jeff Rona
Jeffrey Carl „Jeff“ Rona (* 3. März 1957 in Culver City, Los Angeles, USA) ist ein US-amerikanischer Komponist für Filmmusik.

## Biografie
Rona studierte Weltmusik sowie Konzert- und Orchesterkomposition. Er startete seine Karriere hauptsächlich als Synthesist und arbeitete eng mit Hans Zimmer und Mark Isham zusammen. Anfang der 1990er war er als technischer Assistent an mehreren Filmen beteiligt. Mit seiner eigenen Band „Luxurious“ hat er sich der elektronischen Musik verschrieben.
Seit Ende der 1990er Jahre schrieb er die Filmmusik für große Kinofilme. So im Jahre 2001 für Exit Wounds – Die Copjäger. Ende 2002 verließ er Media Ventures und gründete mit „Silkscreen Music“ ein eigenes Projekt. Außerdem schreibt er die monatliche Kolumne „The Reel World“ für die US-Ausgabe der Zeitschrift „Keyboards“.
2018 wurde er in die Academy of Motion Picture Arts and Sciences berufen, die jährlich die Oscars vergibt.

## Filmografie (Auswahl)
| als Komponist - 1991: Kafka (ergänzende Musik, zusammen mit Cliff Martinez) - 1992: Eine verhexte Affäre (Black Magic) (ergänzende Musik, zusammen mit Cliff Martinez) - 1992: Toys (ergänzende Musik, zusammen mit Hans Zimmer) - 1994: Lipstick Camera - 1994: Burning Sensation (ergänzende Musik, zusammen mit Arthur Kempel) - 1995: Der Giftmörder (Death in Small Doses) - 1995: Das Netz (The Net) (ergänzende Musik, zusammen mit Mark Isham) - 1995: Assassins – Die Killer (Assassins) (ergänzende Musik, zusammen mit Mark Mancina) - 1996: Der Fan (The Fan) (ergänzende Musik, zusammen mit Hans Zimmer) - 1996: White Squall – Reißende Strömung (White Squall) - 1996: Schizopolis - 1997: Do Me a Favor - 1998: Black Cat Run – Tödliche Hetzjagd (Black Cat Run) - 1999: Der Chill Faktor (Chill Factor) (ergänzende Musik, zusammen mit Hans Zimmer und John Powell) - 1999: Tom Clancys Netforce - 1999: Spiel auf Leben und Tod (Mind Prey) - 2000: Die eiskalte Clique (The In Crowd) - 2000: Mit oder ohne – Was Männer haben sollten (An Everlasting Piece) (ergänzende Musik, zusammen mit Hans Zimmer) - 2000: Traffic – Macht des Kartells (Traffic) (ergänzende Musik, zusammen mit Cliff Martinez) - 2001: Exit Wounds – Die Copjäger (Exit Wounds) - 2001: The Follow - 2003: Sturm über Shelter Island (Shelter Island) - 2004: Little Black Boot (Kurzfilm) - 2004: The Riverman (Fernsehfilm) - 2004: Category 6 – Der Tag des Tornado (Category 6: Day of Destruction, Fernsehfilm) - 2004: Earthsea – Die Saga von Erdsee (Legend of Earthsea, Miniserie) - 2005: Category 7 – Das Ende der Welt (Category 7: The End of the World, Fernsehfilm) (ergänzende Musik, zusammen mit Joseph Williams) - 2005: A Thousand Roads (Kurzfilm) - 2005: Düstere Legenden 3 (Urban Legends: Bloody Mary) - 2005: The Quiet – Kannst du ein Geheimnis für dich behalten? (The Quiet) - 2005: Slow Burn – Verführerische Falle (Slow Burn) - 2006: Sharkwater – Wenn Haie sterben (Sharkwater) - 2007: Whisper - 2013: Phantom - 2023: Best. Christmas. Ever! | Serien - 1993–1994: Homicide (Homicide Life on the Street, 13 Folgen) - 1994: The Critic (eine Folge) - 1994–1997: Chicago Hope – Endstation Hoffnung (Chicago Hope, 70 Folgen) - 1996: High Incident – Die Cops von El Camino (High Incident, 2 Folgen) - 1997: Gun – Kaliber 45 (Gun, 3 Folgen) - 1996–1997: Profiler (21 Folgen) - 1997: Teen Angel - 1997: Project Sleepwalker (Sleepwalkers, 6 Folgen) - 1998: L.A. Doctors - 2002: Dead Zone (eine Folge) - 2004: Traffic (Miniserie) - 2005: Hot Properties – Gut gebaut und noch zu haben (Hot Properties, 5 Folgen) - 2006: Brotherhood sonstige Tätigkeiten - 1988: Powaqqatsi (K, S, SE) - 1998: Der Prinz von Ägypten (The Prince of Egypt, A, OL) - 1999: The Match (M) - 2000: Ich hab doch nur meine Frau zerlegt (Picking Up the Pieces, OL) - 2000: Mission: Impossible II (M) - 2002: Die Mothman Prophezeiungen (The Mothman Prophecies, Songs) - 2005: The Golden Blaze (MP) |
| als Komponist - 1991: Kafka (ergänzende Musik, zusammen mit Cliff Martinez) - 1992: Eine verhexte Affäre (Black Magic) (ergänzende Musik, zusammen mit Cliff Martinez) - 1992: Toys (ergänzende Musik, zusammen mit Hans Zimmer) - 1994: Lipstick Camera - 1994: Burning Sensation (ergänzende Musik, zusammen mit Arthur Kempel) - 1995: Der Giftmörder (Death in Small Doses) - 1995: Das Netz (The Net) (ergänzende Musik, zusammen mit Mark Isham) - 1995: Assassins – Die Killer (Assassins) (ergänzende Musik, zusammen mit Mark Mancina) - 1996: Der Fan (The Fan) (ergänzende Musik, zusammen mit Hans Zimmer) - 1996: White Squall – Reißende Strömung (White Squall) - 1996: Schizopolis - 1997: Do Me a Favor - 1998: Black Cat Run – Tödliche Hetzjagd (Black Cat Run) - 1999: Der Chill Faktor (Chill Factor) (ergänzende Musik, zusammen mit Hans Zimmer und John Powell) - 1999: Tom Clancys Netforce - 1999: Spiel auf Leben und Tod (Mind Prey) - 2000: Die eiskalte Clique (The In Crowd) - 2000: Mit oder ohne – Was Männer haben sollten (An Everlasting Piece) (ergänzende Musik, zusammen mit Hans Zimmer) - 2000: Traffic – Macht des Kartells (Traffic) (ergänzende Musik, zusammen mit Cliff Martinez) - 2001: Exit Wounds – Die Copjäger (Exit Wounds) - 2001: The Follow - 2003: Sturm über Shelter Island (Shelter Island) - 2004: Little Black Boot (Kurzfilm) - 2004: The Riverman (Fernsehfilm) - 2004: Category 6 – Der Tag des Tornado (Category 6: Day of Destruction, Fernsehfilm) - 2004: Earthsea – Die Saga von Erdsee (Legend of Earthsea, Miniserie) - 2005: Category 7 – Das Ende der Welt (Category 7: The End of the World, Fernsehfilm) (ergänzende Musik, zusammen mit Joseph Williams) - 2005: A Thousand Roads (Kurzfilm) - 2005: Düstere Legenden 3 (Urban Legends: Bloody Mary) - 2005: The Quiet – Kannst du ein Geheimnis für dich behalten? (The Quiet) - 2005: Slow Burn – Verführerische Falle (Slow Burn) - 2006: Sharkwater – Wenn Haie sterben (Sharkwater) - 2007: Whisper - 2013: Phantom - 2023: Best. Christmas. Ever! | Legende - A = Arrangeur - K = Keyboards - M = Musiker - MP = Musikproduzent - OL = Orchesterleiter - S = Synthesizer - SE = Soundeffekte |

## Auszeichnungen
- 1998: ASCAP Award[2]
- 2008: ASCAP Award für die Fernsehserie Brotherhood[2]
- 2009: ASCAP Award für die Fernsehserie Brotherhood[2]